# Pietro Piselli
Pietro Piselli (Livorno, 14 novembre 1891 – 1º maggio 1960) è stato un allenatore di calcio italiano.

## Carriera
Ritenuto persona alquanto strana ma allo stesso tempo molto preparata sul calcio (era difatti soprannominato il Maestro), Piselli ha allenato numerose squadre in Serie A, B e C, tra cui la Lazio nella stagione 1929-1930. È stato uno dei precursori se non il primo allenatore ad adottare il sistema in Italia.

### Gli inizi: dalla Toscana alle esperienze romane
Inizia ad allenare nel 1917 il Livorno, subentrando ad Alfredo Ratti, fino alla stagione 1919-1920, in coppia con Attilio Fresia, vincendo il girone toscano di Prima Categoria (la massima serie dell'epoca) ed arrivando persino alla sconfitta nella finalissima per l'assegnazione dello Scudetto. Nella stagione 1922-1923 e nella stagione 1923-1924 guida invece la Robur in Seconda Divisione, la seconda serie dell'epoca. Nel 1924 la formazione senese retrocede, così Piselli, dopo gli anni trascorsi all'Alba Roma in Prima Divisione (nuovo nome del secondo livello del campionato), conducendola per ben due volte alla finalissima per il Tricolore, nel luglio 1927 diventa allenatore (con József Ging) della neonata Roma, guidandola nelle prime amichevoli della sua storia; i giocatori giallorossi vennero poi affidati, a partire dal ritiro pre-campionato di settembre, alla guida di William Garbutt. Il tecnico toscano torna così al Livorno, per poi passare alla Colligiana, dove nella stagione 1928-1929 ottiene un quinto posto in Seconda Divisione (terzo livello del campionato).

### La Serie A con la Lazio e gli anni Trenta e Quaranta
Nel corso della stagione 1929-1930 Piselli viene ingaggiato dalla Lazio, formazione impegnata nel nascente campionato di Serie A; sotto la guida del tecnico toscano, subentrato all'ungherese Ferenc Molnár, i biancocelesti non riescono ad ottenere la svolta sperata, e così la società romana opta per il suo esonero e la richiamata di Molnár. Nella stagione 1930-1931 Piselli guida il Lecce in Serie B 1930-1931 evitandone la retrocessione in Prima Divisione. Dopo un anno d'inattività diviene la guida tecnica del Pescara, nel campionato 1932-1933 di Prima Divisione (terza serie dell'epoca). E, dopo un'ulteriore stagione di forzata inattività va al Messina, con cui nella stagione 1934-1935 disputa il campionato di Serie B 1934-1935 venendo però esonerato a stagione in corso in favore di Ezio Sclavi. Nel resto del decennio Piselli allena Savoia in una brevissima esperienza, per poi passare al Manfredonia (I Divisione Pugliese a settembre del 1935), con la quale vincerà il campionato ed andrà in C grazie alle reti di Agostino Botti e Pietro Carta.. Con i sipontini disputerà la III serie nazionale, portando alla salvezza la formazione bianco azzurra e lanciando giovani di talento come Mario Stua, De Angelis, D'Albenzio, Fabiani, Carta, Ventura, e riscoprendo vecchi talenti come Marino Renner. L'anno successivo passerà con Aquila (con cui ottiene un secondo posto nel girone E di Serie C 1937-1938) e Pescara in Serie C e, nella stagione 1939-1940 il Livorno in B: con la squadra toscana si piazza al secondo posto in classifica nella serie cadetta, ottenendo quindi la promozione nel successivo campionato di Serie A. Nella stagione 1940-1941 allena invece l'Udinese in cadetteria, per poi sedersi sulle panchine di Aquila e Maceratese fino al termine della stagione 1942-1943.

### Durante la guerra
Durante la Seconda guerra mondiale allena l'Aquila nel campionato regionale abruzzese che sostituì in quell'anno i normali campionati sospesi a causa del conflitto in corso.

### Gli anni del dopoguerra in Serie B
Dopo la fine del conflitto rimane in Abruzzo, sulla panchina della Pro Vasto, in coppia con Giuseppe Spinola, in Serie C; l'anno seguente guida invece il Catanzaro in Serie B. La sua parentesi in Calabria dura un solo anno, chiuso con la retrocessione dei giallorossi in Serie C; Piselli continua comunque ad allenare in Serie B anche nella stagione 1947-1948, nella quale conquista un terzo posto in classifica nel girone C del campionato cadetto alla guida dell'Arsenaltaranto. Allena in seconda serie anche la Salernitana, nel biennio successivo, ottenendo un quarto posto in classifica il primo anno ed una tranquilla salvezza nel secondo. Nella parte finale della Serie B 1950-1951 allena per due partite il Bari.

### Gli ultimi anni di carriera
Nella stagione 1951-1952 guida la Reggina ad un dodicesimo posto in classifica in girone D di Serie C, ma, per lo scandalo di corruzione, i calabresi retrocedono in IV Serie: nel corso della stagione 1952-1953 Piselli rimane a Reggio Calabria, portando la squadra ad un ulteriore dodicesimo posto in classifica (girone H). Allenerà poi un suo vecchio "amore" il Manfredonia, nella stagione 1954-1955. Dopo viene richiamato dall'Aquila, che allena nella stagione 1955-1956 in IV Serie. Dopo un ulteriore anno da disoccupato passa al Potenza: in Basilicata chiude il Campionato Interregionale - Seconda Categoria 1957-1958 con una retrocessione; l'anno seguente torna all'Aquila, dove ottiene una tranquilla salvezza nel campionato di Serie C. La sua ultima stagione in carriera è la 1959-1960, nella quale subentra nel corso della stagione sulla panchina della Salernitana in Serie C ed evita ai campani la retrocessione in Serie D chiudendo il campionato al quindicesimo posto in classifica del girone C.

## Curiosità
Lo storico Gianni Antonucci scrive di un metodo di valutazione dei giocatori di Piselli, basato sul coraggio: avvicinatosi ad un atleta, alzava di scatto il suo bastone e se questi, spaventatosi, indietreggiava, era da lui ritenuto meno valido.